# クライング・ドゥービーマン
「クライング・ドゥービーマン」は、日本の音楽グループスチャダラパーの11枚目のシングルである。1995年10月4日発売。発売元はEMIミュージック・ジャパン。

## 概要
- 前作から3ヶ月ぶりとなるシングル。
- グリコ「アーモンドクラッシュボール」ＣＭソング

## 収録曲
1. クライング・ドゥービーマン(4:29)
2. ジゴロ7 (LIVE)(7:13)
アルバム「5th WHEEL 2 the COACH」収録曲のライブ音源
3. クライング・ドゥービーマン (INST)(4:29)

作詞・作曲・編曲：スチャダラパー

## 収録アルバム
- オリジナル『偶然のアルバム』（1995年4月26日）
- ベスト『東芝クラシックス95-97』（1998年3月25日）
- オムニバス『RELAXIN' WITH JAPANESE LOVERS JAPANESE LOVERS ROCK COLLECTIONS』（2003年6月25日）
パンチ・ミックス